# 朗埃克

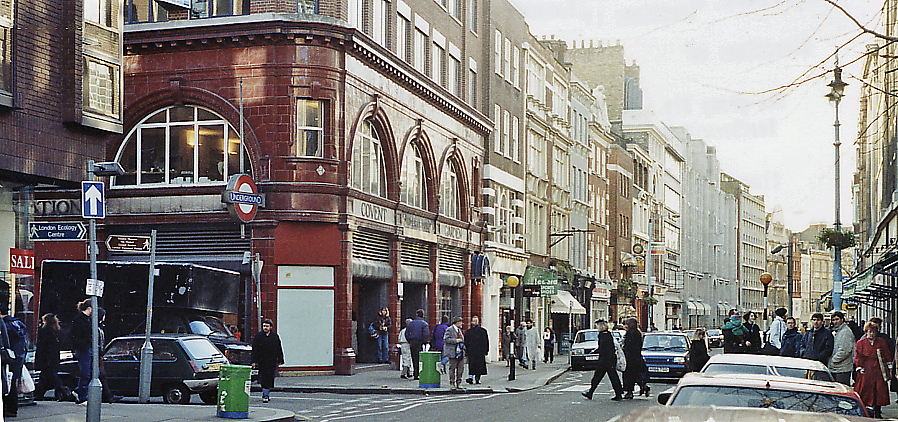
1991年時的朗埃克

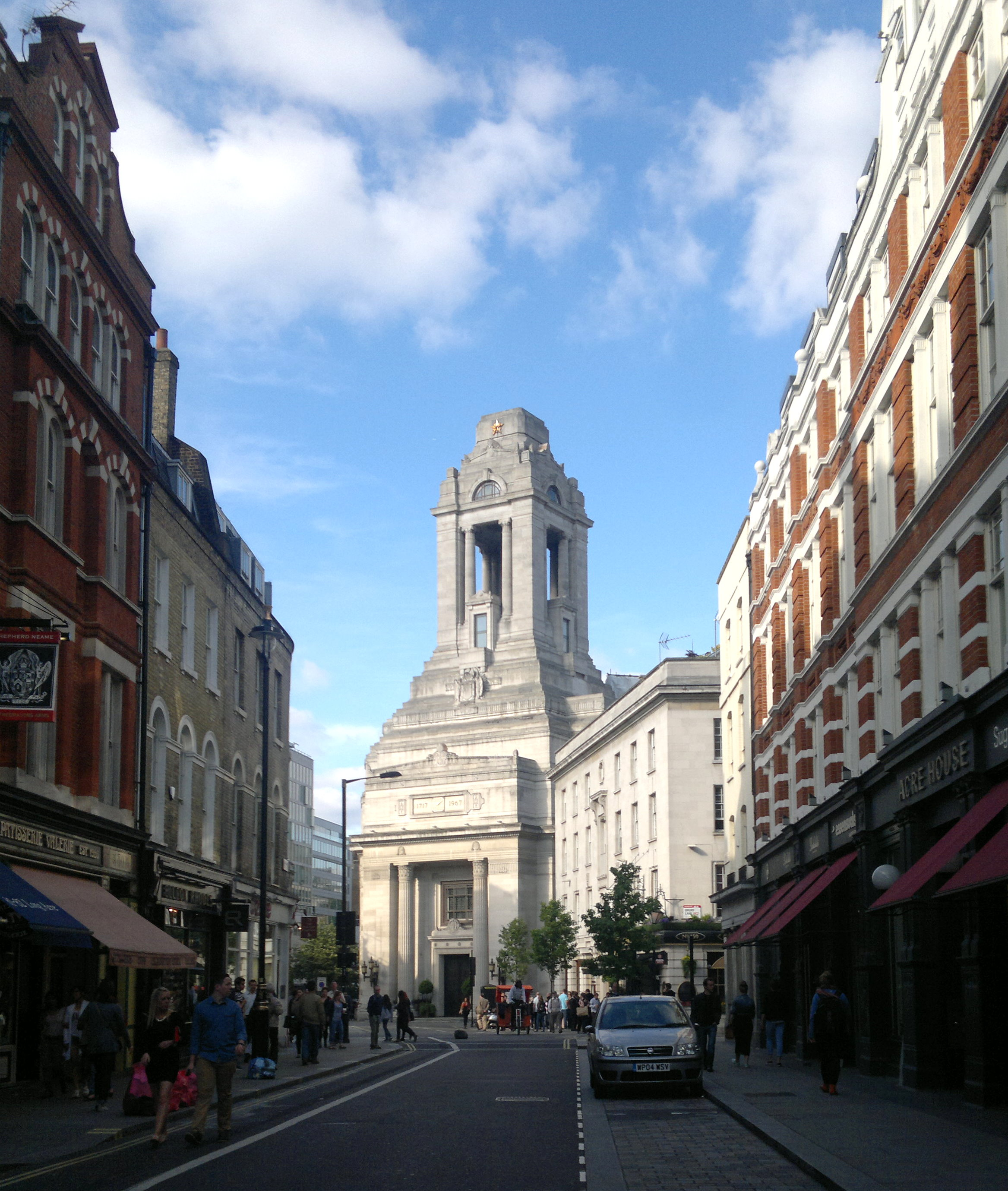
為於朗埃克東端的共濟會大廳

朗埃克（英語：Long Acre）是中倫敦西敏市的一條街道。這條街道的西側起點是聖馬丁巷，東側終點是德魯里巷。朗埃克完成於17世紀初期，最初以馬車廠商而著稱，後來以汽車銷售商而聞名。奧斯汀汽車、賓士等企業均在這裡設有銷售廳。